# Rakitu Island
Rakitu Island, auch Arid Island genannt, ist eine Insel in der Region Auckland im Norden der Nordinsel von Neuseeland.

## Geographie
Rakitu Island befindet sich östlich der nördlichen Hälfte von Great Barrier Island. Die kürzeste Distanz zwischen den Inseln beträgt rund 2,6 km vom südlichsten Punkt von Rakitu Island nach Südsüdwesten gesehen.
Die 329 Hektar große Insel besitzt eine Länge von rund 2,6 km in Südwest-Nordost-Richtung und misst an der breitesten Stelle rund 1,95 km in Nordwest-Südost-Richtung. Die Insel wird von zwei Bergen bestimmt, von der der südwestliche eine Höhe von 220 m aufweist und der nordöstliche Berg mit einer Höhe von 215 m nur geringfügig niedriger ist. Zwischen den beiden Bergen erstreckt sich quer durch die Insel ein bis zu 550 m breites Tal, das früher landwirtschaftlich genutzt wurde.

## Geschichte
Rakitu Island war ursprünglich Heimat und Besitz des Māori-Stammeszweig der Ngāti Rehua, die zu den Ngāti Wai gehörten. Sie lebten über drei Pā 's (Siedlungen) über die Insel verteilt. Europäische Einwanderer nutzten später die Insel über viele Jahre für die Rinderzucht. Die Mitglieder der Rope-Familie waren die letzten Pächter, die auf der Insel ihr Vieh weiden ließen. In den 1950er bis in die 1960er Jahre hinein wurde die Insel auch von Walfängern als Beobachtungsstation genutzt.

## Scenic Reserve
Im Jahr 1994 bekam die Insel den Status eines Scenic Reserve verliehen, nachdem das Department of Conservation mit Hilfe des Natural Heritage Fund die Insel von der Rope-Familie erworben hatte. Im Jahr 2018 konnte die Insel als frei von Ratten erklärt werden.